# Arctosa fulvolineata
Arctosa fulvolineata är en spindelart som först beskrevs av Lucas 1846.  Arctosa fulvolineata ingår i släktet Arctosa och familjen vargspindlar. Inga underarter finns listade i Catalogue of Life.